# Autorité de régulation du secteur de l'électricité
 (juillet 2025).
L'Autorité de régulation du secteur de l'électricité (ARSE) est un établissement public togolais créé en 2000 et chargé de la régulation des secteurs de l'électricité et de l'eau potable au Togo. L'ARSE est un établissement public doté de la personnalité morale et de l'autonomie financière,.

## Histoire
L'ARSE a été créée par la Loi 2000-012 du 18 juillet 2000 relative au secteur de l'électricité. Cette loi définit le cadre réglementaire et institutionnel du secteur électrique togolais et confie à l'ARSE la mission de régulation de ce secteur stratégique.
Au fil des années, les compétences de l'ARSE se sont étendues pour inclure également la régulation du secteur de l'eau potable et de l'assainissement collectif des eaux usées domestiques.

## Statut juridique et organisation

### Statut
L'ARSE est un établissement public doté de la personnalité morale de droit public et de l'autonomie financière. Cette autonomie lui permet d'exercer ses missions de régulation en toute indépendance vis-à-vis des opérateurs économiques du secteur.

### Gouvernance
Elle est administrée par un Comité de Direction (CDD) composé de trois (03) membres et dirigée par un directeur général nommé pour un mandat de cinq (05) ans renouvelable. Les membres du comité de direction sont nommés par décret en conseil des ministres pour un mandat de quatre (04) ans, renouvelable une fois.

### Siège
Le siège de l'ARSE est situé à Lomé, plus précisément Avenue des Hydrocarbures Tokoin Soted - 01 BP 3489 Lomé 01.

## Missions et attributions

### Secteur de l'électricité
Les fonctions exercées par l'Autorité de Réglementation pour la mise en œuvre de l'activité de réglementation et de régulation du sous-secteur de l'électricité sont définies aux articles 11 à 14 de la Loi 2000-012 du 18 juillet 2000 relative au secteur de l'électricité.
Dans le secteur électrique, l'ARSE intervient notamment dans :
La régulation des activités de production d'électricité
Le contrôle des conditions d'accès et d'utilisation des réseaux
La surveillance de la qualité de service
La protection des droits des consommateurs
L'octroi de licences et concessions pour les installations électriques.

#### Production d'électricité
L'exploitation des installations dans le cadre d'une mission de service public est confiée par l'État à l'opérateur au moyen d'un accord ou d'une convention de concession. Pour les projets d'énergies renouvelables, l'attribution se fait au moyen d'une licence ou d'une concession (Article 21 de la Loi n°2018-010 du 8 août 2018 relative à la promotion de la production de l'électricité à base des sources d'énergies renouvelables).

### Secteur de l'eau
L'ARSE étend également ses compétences au secteur de l'eau potable et de l'assainissement collectif des eaux usées domestiques, assurant la régulation de ces services publics essentiels.

## Activités de protection des consommateurs
L'ARSE mène régulièrement des actions de sensibilisation auprès des populations. En août 2023, l'Autorité de règlementation du secteur de l'électricité (ARSE) a organisé à l'attention des populations de la commune du Golfe 2 une séance d'information et de sensibilisation portant sur les droits et obligations des abonnés au service public de distribution de l'énergie électrique au Togo.
Ces initiatives visent à :
Informer les consommateurs sur leurs droits
Sensibiliser sur les obligations des abonnés
Présenter les attributions de l'ARSE
Améliorer la relation entre opérateurs et usagers.

## Coopération internationale
L'ARSE participe activement à la coopération régionale et internationale dans le domaine de la régulation énergétique. L'institution figure parmi les membres du réseau RegulaE.Fr aux côtés d'autres autorités de régulation africaines et européennes.

## Rapports d'activité
L'ARSE publie régulièrement des rapports d'activité présentant la photographie des secteurs régulés, permettant un suivi transparent de l'évolution des secteurs de l'électricité et de l'eau au Togo,.

## Défis et perspectives
L'ARSE fait face à plusieurs défis dans l'exercice de ses missions :
L'accompagnement de la croissance du secteur électrique togolais
La régulation d'un marché en mutation avec l'arrivée de nouveaux acteurs
Le développement des énergies renouvelables
L'amélioration de l'accès à l'électricité et à l'eau potable
La protection renforcée des droits des consommateurs.